# Liste der Bodendenkmale in Südergellersen
In der Liste der Bodendenkmale in Südergellersen sind alle Bodendenkmale der niedersächsischen Gemeinde Südergellersen aufgelistet. Die Quelle ist der Denkmalatlas Niedersachsen. Der Stand der Liste ist der 1. Oktober 2024.

## Allgemein
In den Spalten finden sich folgende Informationen des Bodendenkmales :
- Lage        : geographische Koordinaten
- Bezeichnung : Bezeichnung lt. Denkmalatlas
- Beschreibung: Beschreibung lt. Denkmalatlas
- ID          : Objekt-ID
- Bild        : Bild, ggf. zusätzlich mit Link zu weiteren Fotos im Medienarchiv Wikimedia Commons.

## Heiligenthal
| Lage                         | Bezeichnung                       | Beschreibung | ID       | Bild |
| ---------------------------- | --------------------------------- | --- | -------- | ---- |
| 53° 12′ 3″ N, 10° 20′ 57″ O  | Heiligenthal 1, Grabhügel         | Gut erhalten, eindrucksvoll, rund, Dm. 28 m; H. 2,2 m. Hochgewölbt mit abgesetztem Rand. Am Süd-Rand eine Angrabung. | 28930292 | BW   |
| 53° 11′ 39″ N, 10° 20′ 33″ O | Heiligenthal 3, Wegespuren        | Drei annähernd Nordost-Südwest orientierte Wegespuren. Obere Br. bis 15 m. Sohlbr. 2 m; T. bis 3,5 m. Am Nordost-Ende durch Sandgrube gestört und laufen aus. Insgesamt sind auf 150 m L. erhalten und stellen einen Teil des Soltauer Karrenweges dar.                                                         | 28933167 | BW   |
| 53° 12′ 6″ N, 10° 20′ 58″ O  | Heiligenthal 5, Grabhügel         | Fast rund, Dm. 20 m; H. 1,7 m. Oberfläche unregelmäßig, West-Rand durch Straße angeschnitten. | 28930296 | BW   |
| 53° 12′ 7″ N, 10° 21′ 9″ O   | Heiligenthal 18, Grabhügel        | Fast rund, Dm. 18,5 m; H. 1,7 m. Am Nordost- und Nordwest-Rand jeweils eine Fahrspur. | 28930397 | BW   |
| 53° 12′ 16″ N, 10° 20′ 56″ O | Heiligenthal 19, Grabhügel        | Oval, Nord-Süd orientiert, L. 19 m; Br. 12 m; H. 0,5 m. West-Rand angeschnitten; Ost-Rand durch Graben angeschnitten. Auf dem West-Rand ein Granitstein. | 28930399 | BW   |
| 53° 12′ 20″ N, 10° 21′ 15″ O | Heiligenthal 29, Grabhügel        | Fast rund, Dm. 18 m; H. 0,7 m. Rand auslaufend, Kuppe abgeflacht. Im Süd-Bereich flache Pflanzfurchen. Am Nordwest-Rand ein Windwurf, im Nord-Bereich Baumstümpfe. | 28933279 | BW   |
| 53° 12′ 16″ N, 10° 21′ 10″ O | Heiligenthal 32, Grabhügel        | Fast rund, gut abgesetzt, Dm. 17 m; H. 1,2 m. In der Kuppe eine flache Mulde. | 28933281 | BW   |
| 53° 12′ 17″ N, 10° 21′ 8″ O  | Heiligenthal 33, Grabhügel        | Fast rund, Dm. 11,5 m; H. 0,4 m. Rand auslaufend, Kuppe abgeflacht. Eine Fahrspur in Ost-West Richtung. | 28933283 | BW   |
| 53° 13′ 4″ N, 10° 19′ 53″ O  | Heiligenthal 37, Umwallung/Gehege | Gehege, bestehend aus mehreren, ineinander verschachtelten Wällen und Gräben mit einigen Einsattelungen und Durchlässen. Anlage erhebt sich kaum über das umgebende Gelände, innerer Teil etwas eingesenkt. Gesamtl. 65 m, Br. 43 m. Wahrscheinlich ein Gehege für Schafe, wohl für Schafwäsche und Schafschur. | 28932312 | BW   |
| 53° 13′ 9″ N, 10° 19′ 46″ O  | Heiligenthal 38, Grabhügel        | Fast rund, Dm. 10 m; H. 0,5 m. In der Mitte und auf der Ost-Böschung flache Vertiefungen (Dm. 2,5 m; T. 0,3 m). Im West-Bereich ein überkopfgroßer Granitstein. | 28930529 | BW   |
| 53° 13′ 11″ N, 10° 19′ 45″ O | Heiligenthal 39, Grabhügel        | Fast rund, Dm.ca. 18 m; H. ca. 0,6 m. Rand auslaufend. West-Rand vom Acker angeschnitten. Über den West-Bereich ein Pfad in Richtung Nord-Süd. | 28933285 | BW   |
| 53° 13′ 20″ N, 10° 19′ 51″ O | Heiligenthal 41, Grabhügel        | Rund, Dm. 15,5 m; H. 0,8 m. Rand auslaufend. Im Zentrum zwei Mulden und im Nord-Bereich eine Eingrabung. | 28933287 | BW   |
| 53° 13′ 20″ N, 10° 19′ 52″ O | Heiligenthal 42, Grabhügel        | Fast rund, Dm. 13 m; H. 0,8 m. Rand auslaufend. Eine zentrale Eingrabung (L. 2 m; Br. 1 m; T. 0,5 m). | 28933289 | BW   |
| 53° 13′ 27″ N, 10° 19′ 14″ O | Heiligenthal 43, Grabhügel        | Fast rund, Dm. 13 m; H. 0,8 m. Rand auslaufend. Eine zentrale Eingrabung (L. 2 m; Br. 1 m; T. 0,5 m). | 28933291 | BW   |
| 53° 12′ 45″ N, 10° 19′ 12″ O | Heiligenthal 44, Grabhügel        | Rest eines (ehemaligen) Rundhügels. Dm. ca. 22 m; H. 0,8 m. Nordöstlicher Teil durch die Straße und den Straßengraben zerstört. In der Oberfläche mehrere leichte Mulden. | 28933293 | BW   |
| 53° 13′ 1″ N, 10° 19′ 13″ O  | Heiligenthal 45, Grabhügel        | Fast rund, Dm. 12 m; H. 0,2 m. Rand auslaufend, Kuppe abgeflacht. Am Nordost-Rand von Acker etwas angeschnitten. Am Südost-Rand ein Lesesteinhaufen. | 28933295 | BW   |
| 53° 13′ 35″ N, 10° 19′ 47″ O | Heiligenthal 46, Grabhügel        | Fast rund, Dm. 20 m; H. 0,6 m. Rand auslaufend, Oberfläche unregelmäßig. Über den Südwest-Fuß ein Parzellengraben in Richtung Nordwest-Südost, südwestlich davon der Grabenaushub in Form eines flachen Walles sowie ein Waldpfad, ebenfalls Nordwest-Südost orientiert.                                        | 28933297 | BW   |
| 53° 13′ 36″ N, 10° 19′ 52″ O | Heiligenthal 47, Grabhügel        | Fast rund, Dm. 18,5 m; H. 1,1 m. Rand abgesetzt. In der Kuppe eine Mulde. Am Südwest-Rand ein Waldpfad. | 28933299 | BW   |
| 53° 12′ 48″ N, 10° 19′ 13″ O | Heiligenthal 48, Grabhügel        | Fast rund, Dm. 8,5 m; H. 0,7 m. Rand auslaufend, Kuppe abgeflacht. Nach Westen eine Eingrabung. | 28933301 | BW   |
| 53° 12′ 51″ N, 10° 19′ 13″ O | Heiligenthal 49, Grabhügel        | Fast rund, Dm. 12 m; H. 0,5 m. Kuppe abgeflacht, Rand auslaufend. Über den Ost-Bereich ein Nord-Süd orientierter Waldpfad. | 28933303 | BW   |
| 53° 12′ 53″ N, 10° 19′ 13″ O | Heiligenthal 50, Grabhügel        | Fast rund, Dm. 15 m; H. 1,4 m. Rand schwach abgesetzt, Oberfläche unregelmäßig, in der Kuppe eine flache Mulde. Südwest-Rand durch Waldpfad angeschnitten. | 28933305 | BW   |
| 53° 11′ 42″ N, 10° 21′ 25″ O | Heiligenthal 55, Grabhügel        | Oval, Nord-Süd orientiert, L. 14 m; Br. 9,5 m; H. 0,8 m. Kuppe abgeflacht, Rand auslaufend. Ost-Rand durch flachen Graben angeschnitten. | 28933402 | BW   |
| 53° 12′ 16″ N, 10° 21′ 9″ O  | Heiligenthal 65, Grabhügel        | Fast rund, Dm. ca. 7 – 8 m, H. ca. 0,4 m. Rand im Norden und Westen abgesetzt, im Süden undeutlicher zu erkennen und im Osten auslaufend. | 48824931 | BW   |

### Heiligenthal 6
- ID:28933426
- Etwa 2,8 km südsüdwestlich von Heiligenthal, ca. 30 m südlich der Trasse der B 209 liegt eine Gruppe aus ehemals vier Grabhügeln, davon ist einer relativ gut erhalten, zwei sind stark gestört und jetzt oval. Die Hügel sind durch zentrale, tiefe Eingrabungen gestört. (FStNr. 7) wurde 1991 im Zuge einer Straßenbaumaßnahme (Südtangente der Ostumgehung) untersucht und beseitigt.

| Lage                         | Bezeichnung     | Beschreibung | ID       | Bild |
| ---------------------------- | --------------- | --- | -------- | ---- |
| 53° 11′ 36″ N, 10° 21′ 24″ O | Heiligenthal 6  | Fast rund, Dm. 12 m; H. im W 0,6 m, im O 1,5 m. Spuren einer Raubgrabung im Zentrum des Hügels (L. 2 m; Br. 2 m; T. 0,7 m). Am Ostnordost-Rand sind einige kopfgroße Granitsteine sichtbar. Am Nord-Rand beschädigt. | 28933169 | BW   |
| 53° 11′ 36″ N, 10° 21′ 25″ O | Heiligenthal 11 | Rest eines Hügels, oval, NW-SO orientiert. L. 10 m; Br. 7 m; H. nicht mehr messbar. In der Mitte eine Eingrabung von 3 × 2 m, darin Plastikplane. Am NO-Rand ein Findling. Im SW von Weg angeschnitten.              | 28933171 | BW   |
| 53° 11′ 36″ N, 10° 21′ 23″ O | Heiligenthal 56 | | 28933404 | BW   |

### Heiligenthal 8
- ID:28932694
- Ca. 2,8 km südsüdwestlich von Heiligenthal liegt eine Gruppe von ehemals drei Rundhügeln, davon sind zwei (FStNr. 9 und 10) noch erhalten. Hügel FStNr. 8 wurde im Zuge der Planung der Lüneburger Ortsumgehung 1987 ausgegraben.

| Lage                         | Bezeichnung     | Beschreibung | ID       | Bild |
| ---------------------------- | --------------- | --- | -------- | ---- |
| 53° 11′ 39″ N, 10° 21′ 14″ O | Heiligenthal 9  | Rund, Durchmesser ca. 17 m und Höhe ca. 2,2 m, Rand abgesetzt, durch Tierbaue, drei größere Vertiefungen und eine Fahrspur am Nordnordost-Rand gestört.    | 28930300 | BW   |
| 53° 11′ 39″ N, 10° 21′ 13″ O | Heiligenthal 10 | Rund, Dm. 18 m; H. 1,4 m. Kuppe abgeflacht und leicht eingetieft. Südsüdwest-Rand durch Feldweg angeschnitten. Einige bis kopfgroße Granitsteine sichtbar. | 28930302 | BW   |

### Heiligenthal 12
- ID:28933414
- Etwa 1,7 km südsüdöstlich von Heiligenthal, nahe der Gemarkungsgrenze zu Rettmer liegen etwa 200 m westlich des Friedhofes von Rettmer fünf fast runde und ein ovaler Grabhügel. Dm. 6 – 13 m; H. 0,2 – 0,7 m.

| Lage                         | Bezeichnung     | Beschreibung | ID       | Bild |
| ---------------------------- | --------------- | --- | -------- | ---- |
| 53° 12′ 13″ N, 10° 21′ 14″ O | Heiligenthal 12 | Fast rund, Dm. 10 m; H. 0,5 m. Rand auslaufend.                                                                                     | 28933173 | BW   |
| 53° 12′ 15″ N, 10° 21′ 12″ O | Heiligenthal 13 | Oval, Ost-West orientiert, L. 12,5 m; Br. 9 m; H. 0,4 m. Rand auslaufend, von flachen Pflanzfurchen in Ost-West Richtung überzogen. | 28933175 | BW   |
| 53° 12′ 15″ N, 10° 21′ 11″ O | Heiligenthal 14 | Fast rund, Dm. 8 m und H. 0,2 m. Rand läuft aus. Von flachen Pflanzfurchen in O-W Richtung überzogen.                               | 28933177 | BW   |
| 53° 12′ 15″ N, 10° 21′ 11″ O | Heiligenthal 15 | Fast rund, Dm. 6 m und H. 0,2 m. Rand läuft aus. Von flachen Pflanzfurchen in O-W-Richtung überzogen.                               | 28933179 | BW   |
| 53° 12′ 15″ N, 10° 21′ 10″ O | Heiligenthal 16 | Fast rund, Dm. 7 m und H. 0,2 m. Rand läuft aus. Oberfläche von flachen Pflanzfurchen in O-W-Richtung überzogen.                    | 28933181 | BW   |
| 53° 12′ 15″ N, 10° 21′ 9″ O  | Heiligenthal 17 | Fast rund, Dm. 13 m; H. 0,7 m. Rand auslaufend, Oberfläche unregelmäßig. Von flachen Pflanzfurchen in Ost-West Richtung überzogen.  | 28933277 | BW   |

### Heiligenthal 20
- ID:28930401
- Ca. 1,4 km südsüdwestlich von Heiligenthal liegen drei große Rundhügel (Dm. 22 – 29 m; H. 1,7  – 2,5 m) und sechs mittelgroße Hügel (Dm. 13 – 16 m; H. 0,5 – 0,9 m), davon ist einer heute nur noch oval, die anderen sind rund.

| Lage                         | Bezeichnung     | Beschreibung | ID       | Bild |
| ---------------------------- | --------------- | --- | -------- | ---- |
| 53° 12′ 20″ N, 10° 21′ 3″ O  | Heiligenthal 20 | Oval, Nord-Süd orientiert, L. 15 m; Br. 13 m; H. 0,5 m. Rand auslaufend. Im Westen wird die Böschung durch Graben geschnitten, ein Waldweg über Hügelrand hinweg.                                                                   | 28930403 | BW   |
| 53° 12′ 21″ N, 10° 21′ 4″ O  | Heiligenthal 21 | Fast rund, Dm. 22,5 m; H. 1,7 m. Kuppe abgeflacht; im Hügelmantel verschiedene flache Mulden und Tierbaue. | 28930405 | BW   |
| 53° 12′ 20″ N, 10° 21′ 4″ O  | Heiligenthal 22 | Fast rund, Dm. 15,5 m; H. 1,4 m. | 28930407 | BW   |
| 53° 12′ 21″ N, 10° 21′ 6″ O  | Heiligenthal 23 | Fast rund, Dm. 29 m; H. 2,5 m. Kuppe plateauartig abgeflacht und eingesenkt. Rand im Norden leicht, sonst stark abgesetzt. | 28930409 | BW   |
| 53° 12′ 23″ N, 10° 21′ 7″ O  | Heiligenthal 24 | Fast rund, Dm. 16 m; H. 0,9 m. Östlich der Mitte eine Eingrabung (L. 2 m; Br. 1 m; T. 0,5 m) mit Granitsteinen; auf der Südost-Böschung weitere Eingrabung (L. 1 m; Br. 0,5 m; T. 0,8 m), darin ein doppelt-kopfgroßer Granitstein. | 28930411 | BW   |
| 53° 12′ 24″ N, 10° 21′ 8″ O  | Heiligenthal 25 | Fast rund, Dm. 16 m; H. 0,8 m. Kuppe abgeflacht, Rand auslaufend. Eine Ost-West verlaufende Fahrspur; im Nord-Bereich eine Eingrabung (L. ca. 3 m; Br. 2 m).                                                                        | 28930413 | BW   |
| 53° 12′ 25″ N, 10° 21′ 8″ O  | Heiligenthal 26 | Fast rund, Dm. 22 m; H. 1,7 m. Kuppe abgeflacht. | 28930415 | BW   |
| 53° 12′ 26″ N, 10° 21′ 6″ O  | Heiligenthal 27 | Fast rund, Dm. 13 m; H. 0,85 m. Kuppe abgeflacht. In der Mitte eine Eingrabung (L. 1,5 m; T. 0,5 m). | 28930417 | BW   |
| 53° 12′ 25″ N, 10° 21′ 10″ O | Heiligenthal 28 | Fast rund, Dm. 13 m; H. 0,7 m. Kuppe abgeflacht, Rand auslaufend. Wenige bis faustgroße Granitsteine freiliegend. | 28930419 | BW   |

### Heiligenthal 34
- ID:28930425
- Nordwestlich des Weges nach Südergellersen, knapp 100 m westsüdwestlich des Friedhofs Heiligenthal liegt am oberen Rand eines flachen Südwest-Hanges eine Gruppe von zwei annähernd runden Grabhügeln (FStNr. 34, 35) und einem ovalen (FStNr. 36) Grabhügel. Dm. 17 – 18,8 m; H. 0,7 – 1,2 m.

| Lage                        | Bezeichnung     | Beschreibung | ID       | Bild |
| --------------------------- | --------------- | --- | -------- | ---- |
| 53° 13′ 3″ N, 10° 19′ 49″ O | Heiligenthal 34 | Fast rund, Dm. 18,8 m (in Nord-Süd Richtung) bzw. 18 m; H. 1,2 m. In der östlichen Böschung eine flache Eingrabung. Über den Süd-Teil verläuft Brandschneise mit flacher Fahrspur. | 28930523 | BW   |
| 53° 13′ 3″ N, 10° 19′ 50″ O | Heiligenthal 35 | Rund, Dm. 17,3 m; H. 0,9 m. Kuppe leicht eingesenkt. | 28930525 | BW   |
| 53° 13′ 3″ N, 10° 19′ 52″ O | Heiligenthal 36 | Oval, Nordnordwest-Südsüdost orientiert, L. 17 m; Br. 12,7 m; H. 0,7 m. Nördliche Hälfte weit abgegraben, dort nur der Hügelfuß erhalten.                                          | 28930527 | BW   |

## Südergellersen
| Lage                         | Bezeichnung                  | Beschreibung | ID       | Bild |
| ---------------------------- | ---------------------------- | --- | -------- | ---- |
| 53° 12′ 44″ N, 10° 17′ 25″ O | Südergellersen 17, Grabhügel | Rund, Dm. 10,5 m; H. 0,7 m. In der Kuppe eine Mulde, Rand abgesetzt. Im Nordwest-Bereich abgegraben. | 28932912 | BW   |
| 53° 12′ 45″ N, 10° 17′ 25″ O | Südergellersen 18, Grabhügel | Unregelmäßige Form. Dm. ca. 12 m; H. 0,75 m. In der Kuppe eine Mulde. Im West-Bereich eine Eingrabung. | 28933412 | BW   |
| 53° 12′ 52″ N, 10° 18′ 34″ O | Südergellersen 25, Grabhügel | Fast rund, Dm. 16,5 m; H. 1,3 m. Im Nordost-Bereich eine längliche Eingrabung (L. 6,5 m; Br. 3,5 m; T. 1 m). | 28930049 | BW   |
| 53° 12′ 55″ N, 10° 18′ 35″ O | Südergellersen 26, Grabhügel | Ehemals rund, 1978 Durchmesser 14 m und Höhe 1,1 m mit kräftig gewölbter Kuppe und abgesetzten Rand. Heutige Form oval mit ost-westlicher Orientierung. L. 14 m; Br. 10,5 m; H. 1,1 m. Kuppe abgeflacht, flache Gräben verlaufen nach Westen und Südsüdost. Nord-Bereich abgegraben. | 28930051 | BW   |
| 53° 12′ 54″ N, 10° 18′ 39″ O | Südergellersen 27, Grabhügel | Fast rund, Dm. 11 m; H. 1,1 m. Oberfläche unregelmäßig, eine flache, zentrale Eintiefung, Fahrspuren und Tierbaue. | 28930053 | BW   |
| 53° 12′ 30″ N, 10° 19′ 14″ O | Südergellersen 28, Grabhügel | Oval, Nordwest-Südost orientiert, L. 21 m; Br. 16,5 m. H. im Süden 2 m; im Norden 1,2 m. Einige Eingrabungen. Rand abgesetzt und im Westen abgeschnitten. Am Südost-Rand einige bis eimergroße Granitsteine.                                                                         | 28930055 | BW   |
| 53° 11′ 46″ N, 10° 15′ 37″ O | Südergellersen 43, Grabhügel | Fast rund, Dm. 14 m; H. 1 m. In der Mitte eine weite, flache, nach Südwesten offene Mulde, sowie weitere kleine Mulden in der Böschung. Am Nord-Rand verläuft eine Fahrspur. | 28930159 | BW   |
| 53° 11′ 45″ N, 10° 15′ 39″ O | Südergellersen 44, Grabhügel | Fast rund, Dm. 15 m; H. 0,9 m. Rand auslaufend. Oberfläche unregelmäßig, Kuppe abgeflacht. Nordöstlich der Mitte eine Eingrabung. Von Pflanzfurchen in Ost-West Richtung überzogen. Am Nord-Rand verläuft Fahrspur von Ost nach West.                                                | 28930161 | BW   |
| 53° 11′ 31″ N, 10° 16′ 42″ O | Südergellersen 45, Grabhügel | Oval, Nordwest-Südost orientiert, L. 19 m; Br. 10 m; H. 1,2 m. Im Nordwest-Bereich eine größere Eingrabung (L. 3,5 m; Br. 2 m; T. 0,5 m), weitere kleine Mulden vorhanden. Im Nordosten ist Waldboden abgelagert.                                                                    | 28930163 | BW   |
| 53° 11′ 39″ N, 10° 16′ 26″ O | Südergellersen 59, Grabhügel | Rund, Dm. 8 m; H. 0,25 m. Rand auslaufend, Kuppe ist abgeflacht. Holzrückspur. | 28930282 | BW   |
| 53° 12′ 19″ N, 10° 16′ 20″ O | Südergellersen 66, Grabhügel | Rund, Dm. 13 m; H. 0,9 m. Rand schwach abgesetzt, Kuppe etwas abgeflacht. Holzrückspur. | 28933031 | BW   |
| 53° 11′ 28″ N, 10° 15′ 58″ O | Südergellersen 74, Grabhügel | Rund, Dm. 14 m; H. im Süden 1,2 m, H. im Osten 0,8 m. Eine Nord-Süd verlaufende Holzrückspur, sowie alte flache Mulde im Südwest-Bereich. | 28933043 | BW   |
| 53° 12′ 15″ N, 10° 16′ 31″ O | Südergellersen 75, Grabhügel | Rund, Dm. 15 m; H. 0,8 m. Eine Kuppenmulde, Kuppe abgeflacht. Am West-Rand eine alte Mulde. Eine Ost-West orientierte Holzrückspur. | 28933045 | BW   |
| 53° 12′ 13″ N, 10° 16′ 32″ O | Südergellersen 76, Grabhügel | Fast rund, Dm. 13 m; H. 0,6 m. Kuppe abgeflacht, Rand auslaufend. Von Pflanzfurchen überzogen. | 28933047 | BW   |
| 53° 12′ 12″ N, 10° 16′ 21″ O | Südergellersen 77, Grabhügel | Fast rund, Dm 19 m;. 1,2 m. Kuppe abgeflacht. Ein Nord-Süd orientierter Pfad, am Süd-Rand Holzrückspur. Am Nordost-Rand drei Windwürfe. | 28933049 | BW   |
| 53° 11′ 53″ N, 10° 16′ 29″ O | Südergellersen 78, Grabhügel | Rund, Dm. 10,5 m; H. 0,5 m. Kuppe abgeflacht, Rand auslaufend. West-Rand etwas angeschnitten. | 28933051 | BW   |
| 53° 12′ 17″ N, 10° 16′ 34″ O | Südergellersen 91, Grabhügel | Rund, Dm. ca. 16 – 17 m, H. ca. 1 m. Deutlich gewölbt. Oberfläche uneben, darin Tierbauten und Pflanzfurchen. Vereinzelt Steine im Hügel mit Sonde ertastbar, im Auswurf eines frischen Tierbaus Holzkohle erkennbar.                                                                | 48819987 | BW   |
| 53° 11′ 54″ N, 10° 16′ 30″ O | Südergellersen 94, Grabhügel | Rund, flach, Dm. ca. 16 m, H. ca. 0,6 m. Oberfläche stark zerwühlt, von Pflanzfurchen, Rückespuren und Tierbauten überzogen. Mit der Sonde sind Steine ertastbar. | 48821772 | BW   |
| 53° 11′ 55″ N, 10° 16′ 29″ O | Südergellersen 95, Grabhügel | Ursprünglich rund, heute oval und Nordnordwest-Südsüdost orientiert, da von Waldweg angeschnitten. L. ca. 10 m, Br. ca. 8 m, H. ca. 0,6 m. Flach, Oberfläche zerwühlt, Pflanzfurchen in ca. Nord-Süd Richtung.                                                                       | 48821913 | BW   |
| 53° 11′ 56″ N, 10° 16′ 28″ O | Südergellersen 96, Grabhügel | Rund, flach, Dm. ca. 12 m, H. ca. 0,6 m. Oberfläche zerwühlt, Pflanzfurchen und Rückespuren. | 48822021 | BW   |

### Südergellersen 4
- ID:28933416
- Am West-Rand von Südergellersen, im West-Teil und westlich des Sportplatzgeländes liegen neun Grabhügel. Ursprünglich bestand die Gruppe aus zehn Grabhügeln, einer (FStNr. 7) wurde durch eine Ausgrabung zerstört. Von den erhaltenen sind sechs rund und zwei (z. T. durch rezente Abgrabungen) oval. Dm. 10 – 18 m; H. 0,4 – 1,4 m. Hügel FStNr. 7 wurde 1978 durch R. Michl ausgegraben und konnte in die ältere bis mittlere Bronzezeit datiert werden.

| Lage                         | Bezeichnung       | Beschreibung | ID       | Bild |
| ---------------------------- | ----------------- | --- | -------- | ---- |
| 53° 12′ 31″ N, 10° 17′ 27″ O | Südergellersen 4  | Oval, Nord-Süd orientiert, L. 10 m; Br. 8 m; H. 0,6 m. Kuppe nach Südwest geneigt. Flache Kuppenmulde. Ost- und Nord-Rand durch Zuwegung zum Sportplatz angeschnitten. | 28932798 | BW   |
| 53° 12′ 32″ N, 10° 17′ 27″ O | Südergellersen 5  | Fast rund, Dm. 14 m; H. im Westen 1,3 m, im Osten 0,7 m. Kuppenmulde (Dm. 3,5 m; T. 0,5 m) und abgesetzter Rand. Am Nord-Rand alte Abgrabungen zu erkennen. | 28932800 | BW   |
| 53° 12′ 32″ N, 10° 17′ 27″ O | Südergellersen 6  | Fast rund, Dm. 12 m; H. im Südwesten 1,4 m, im Nordosten 0,7 m. Ost-Bereich etwas abgetragen. Im Nordwest-Rand eine Eingrabung. | 28932802 | BW   |
| 53° 12′ 34″ N, 10° 17′ 26″ O | Südergellersen 8  | Oval, O-W orientiert. L. 12 m; Br. 9 m; H. 0,4 m. Leicht nach W geneigt, flache Kuppenmulde. | 28932804 | BW   |
| 53° 12′ 35″ N, 10° 17′ 28″ O | Südergellersen 9  | Fast rund, Dm. 18 m; H. 1 m. Rand schwach abgesetzt, Oberfläche unregelmäßig. Am Südwest-Rand ein Granitstein und viele große Tierbaue. | 28932806 | BW   |
| 53° 12′ 34″ N, 10° 17′ 30″ O | Südergellersen 10 | Fast rund, Dm. 11 m; H. 0,8 m. Rand auslaufend, zentrale Eingrabung (Dm. 3 m; T. 0,3 m). Durch die Zuwegung zum Fußballplatz ist der Rand im Südosten heruntergetreten, dort sind Granitsteine freiliegend.                                                                        | 28932902 | BW   |
| 53° 12′ 34″ N, 10° 17′ 26″ O | Südergellersen 11 | Fast rund, Dm. 17 m; H. im Osten 1 m, im Westen 1,4 m. Oberfläche unregelmäßig. Im Südwest-Bereich eine Eingrabung (L. 2 m; Br. 1,5 m. T. 0,4 m). Nach Südsüdwest eine große Eingrabung (5 × 4 m), die mit Unrat verfüllt ist. Im Nord-Bereich ein Betonstein und ein Granitstein. | 28932904 | BW   |
| 53° 12′ 33″ N, 10° 17′ 29″ O | Südergellersen 12 | Ehemals rund. Im Ost-Bereich durch breiten Weg angeschnitten und etwas abgetragen. Dadurch jetzt oval, Nord-Süd orientiert. L. 12 m; Br. 9,5 m; H. 0,7 m. Kleine Kuppenmulde und abgesetzten Rand.                                                                                 | 28932906 | BW   |
| 53° 12′ 32″ N, 10° 17′ 28″ O | Südergellersen 13 | Fast rund, Dm. 11 m; H. 0,8 m. Kuppe nach Südwesten geneigt, darauf eine Mulde. Vom Zentrum nach Südwesten eine flache Rinne. Rand schwach abgesetzt. Am Ostsüdost-Rand ein Waldweg und Betonschacht.                                                                              | 28932908 | BW   |

### Südergellersen 19
- ID:28933424
- Etwa 1,5 km westlich der Ortsmitte von Südergellersen liegt am Süd- bis Südost-Hang des Hamborn-Berges eine Gruppe von ursprünglich acht Grabhügeln, davon sind sechs erhalten (FStNr. 71 und 72 zerstört). Dm. der erhaltenen Grabhügel zwischen 7 und 18,5 m; H. zwischen 0,3 und 1,6 m.

| Lage                         | Bezeichnung       | Beschreibung | ID       | Bild |
| ---------------------------- | ----------------- | --- | -------- | ---- |
| 53° 12′ 41″ N, 10° 16′ 23″ O | Südergellersen 19 | Leicht oval, Nordost-Südwest orientiert, L. 18,5 m; Br. 17 m; H. 1,6 m. Rand abgesetzt. Am Südsüdost-Rand ein Granitstein, am Nordnordwest-Rand eine Schneise. | 28932914 | BW   |
| 53° 12′ 40″ N, 10° 16′ 26″ O | Südergellersen 20 | Fast rund, Dm. 8 m; H. 0,35 m. Rand auslaufend. Flache Pflanzfurchen in Nord-Süd-Richtung.                                                                     | 28932916 | BW   |
| 53° 12′ 36″ N, 10° 16′ 26″ O | Südergellersen 21 | Rund, Dm. 13 m; H. 0,8 m. Kuppe abgeflacht. Am Süd-Rand eine Schneise in Nordost-Südwest Richtung. Am Nord-Rand ein Waldweg in Ost-West-Richtung.              | 28932918 | BW   |
| 53° 12′ 36″ N, 10° 16′ 23″ O | Südergellersen 22 | Fast rund, Dm. 7 m; H. 0,3 m. Rand auslaufend, Kuppe abgeflacht. Unmittelbar südwestlich ist ein Erdhaufen abgelagert.                                         | 28933041 | BW   |
| 53° 12′ 33″ N, 10° 16′ 22″ O | Südergellersen 23 | Fast rund, Dm. 7 m; H. 0,3 m. Rand auslaufend. | 28932920 | BW   |
| 53° 12′ 33″ N, 10° 16′ 23″ O | Südergellersen 24 | Fast rund, Dm. 9,5 m; H. 0,5 m. Rand auslaufend. Am Nord-Rand eine Nordost-Südwest orientierte Schneise.                                                       | 28932922 | BW   |

### Südergellersen 29
- ID:28933422
- Etwa 0,8 km westsüdwestlich von Südergellersen liegen vier Grabhügel, einer davon ist oberflächlich zerstört (FStNr. 38), drei sind noch erhalten. Sie liegen in einer Reihe von West nach Ost. Dm. der erhaltenen Grabhügel 10 – 18 m; H. 0,35 – 0,4 m.

| Lage                         | Bezeichnung       | Beschreibung | ID       | Bild |
| ---------------------------- | ----------------- | --- | -------- | ---- |
| 53° 12′ 34″ N, 10° 19′ 12″ O | Südergellersen 29 | Oval, Nordnordwest-Südsüdost orientiert, L. 8,5 m; Br. 6,5 m; H. 0,4 m. Südwest-Rand von Acker angeschnitten. Oberfläche unregelmäßig. Einige bis eimergroße Granitsteine sichtbar. Rand auslaufend. Westlich der Mitte ein tiefer, Nord-Süd orientierter Graben. | 28932924 | BW   |
| 53° 12′ 35″ N, 10° 19′ 14″ O | Südergellersen 30 | Rund, Dm. 17 m; H. 1,1 m. Rand schwach abgesetzt. 1993 wurde in einem Wurzelteller auf der Hügelkuppe dessen Profil sichtbar: Er besteht aus ca. 70 cm grau-humosem Boden, darunter liegt gelber kiesiger Sand.                                                   | 28932926 | BW   |
| 53° 12′ 34″ N, 10° 19′ 14″ O | Südergellersen 31 | Rund, Dm. 20 m; H. 1,6 m. Rand abgesetzt, Kuppe abgeflacht. | 28932928 | BW   |
| 53° 12′ 33″ N, 10° 19′ 17″ O | Südergellersen 32 | Rund, Dm. 14,5 m; H. 1,3 m. Rand abgesetzt. Eine zentrale Eingrabung (3 m × 2 m; T. 0,5 m), im Westnordwest-Bereich eine weitere Eingrabung (wohl ein ehemaliges Schützenloch) und im Südwest-Bereich ein Nordwest-Südost verlaufender Graben.                    | 28932930 | BW   |

### Südergellersen 33
- ID:28933420
- Etwa 1,7 km westlich der Ortsmitte von Südergellersen liegt auf einem leichten Ost-Hang eine Gruppe von ursprünglich wohl neun Grabhügeln, davon sind sieben (FStNr. 33, 35, 36, 67 – 70) heute erhalten. Sechs der Hügel sind rund oder fast rund, einer (FStNr. 35) ist oval. Dm. der erhaltenen Hügel 9,5 – 18 m; H. 0,3 – 1,1 m.

| Lage                         | Bezeichnung       | Beschreibung | ID       | Bild |
| ---------------------------- | ----------------- | --- | -------- | ---- |
| 53° 12′ 28″ N, 10° 16′ 12″ O | Südergellersen 33 | Rund, Dm. 14 m; H. 1 m. Kuppe abgeflacht, Rand abgesetzt. Eine Nordwest-Südost orientierte Schneise und Holzrückspuren.                                                             | 28932932 | BW   |
| 53° 12′ 27″ N, 10° 16′ 16″ O | Südergellersen 35 | Oval, Ost-West orientiert, L. 14 m; Br. 12 m; H. 0,5 m. Rand auslaufend, Kuppe abgeflacht.                                                                                          | 28933027 | BW   |
| 53° 12′ 25″ N, 10° 16′ 17″ O | Südergellersen 36 | Fast rund, Dm. 12,5 m; H. 0,3 m. Rand auslaufend. Eine Nordwest-Südost orientierte Schneise und eine Holzrückspur.                                                                  | 28933029 | BW   |
| 53° 12′ 28″ N, 10° 16′ 15″ O | Südergellersen 67 | Rund, Dm. 11 m; H. 0,7 m. Rand nach Nordwesten und Südosten schwach abgesetzt; nach Nordosten und Südwesten auslaufend. Eine Nordwest-Südost orientierte Schneise und Holzrückspur. | 28933033 | BW   |
| 53° 12′ 29″ N, 10° 16′ 15″ O | Südergellersen 68 | Rund, Dm. 18 m; H. 1,1 m. Flache Kuppenmulde, Rand auslaufend. Wenige Granitsteine an der Oberfläche.                                                                               | 28933035 | BW   |
| 53° 12′ 30″ N, 10° 16′ 14″ O | Südergellersen 69 | Rund, Dm. 15,5 m. 0,8 m. Eine flache Kuppenmulde, Rand auslaufend. Holzrückspur in Richtung Westnordwest-Ostsüdost.                                                                 | 28933037 | BW   |
| 53° 12′ 30″ N, 10° 16′ 15″ O | Südergellersen 70 | Fast rund, Dm. 9,5 m und H. 0,3 m. Rand auslaufend. Kuppe abgeflacht. Eine NW-SO orientierte Schneise.                                                                              | 28933039 | BW   |

### Südergellersen 38
- ID:28933422
- Etwa 0,8 km westsüdwestlich von Südergellersen liegen vier Grabhügel, einer davon ist oberflächlich zerstört (FStNr. 38), drei sind noch erhalten. Sie liegen in einer Reihe von West nach Ost. Dm. der erhaltenen Grabhügel 10 – 18 m; H. 0,35 – 0,4 m.

| Lage                         | Bezeichnung       | Beschreibung | ID       | Bild |
| ---------------------------- | ----------------- | --- | -------- | ---- |
| 53° 12′ 19″ N, 10° 16′ 39″ O | Südergellersen 39 | Fast rund, Dm. 14 m; H. 0,4 m. Rand auslaufend. Nördlicher Hügelfuß durch Ackerrain angeschnitten. Einige kopf-bis doppeltkopfgroße Granitsteine sichtbar, einige kleine Mulden. Insgesamt nach Süden geneigt. | 28930153 | BW   |
| 53° 12′ 20″ N, 10° 16′ 38″ O | Südergellersen 40 | Länglich, Ost-West orientiert, L. 10 m; Br. 6 m; H. ca. 0,35 m. Einige Granitsteine sichtbar. Nord-Bereich von Pfad angeschnitten, eingeebnet und überpflügt.                                                  | 28930155 | BW   |
| 53° 12′ 19″ N, 10° 16′ 40″ O | Südergellersen 41 | Fast rund, Dm. 18 m; H. 0,4 m. Oberfläche unregelmäßig, Rand auslaufend. Kuppe flach eingesenkt, einige faustgroße Granitsteine sichtbar.                                                                      | 28930157 | BW   |